# Haus Krieger

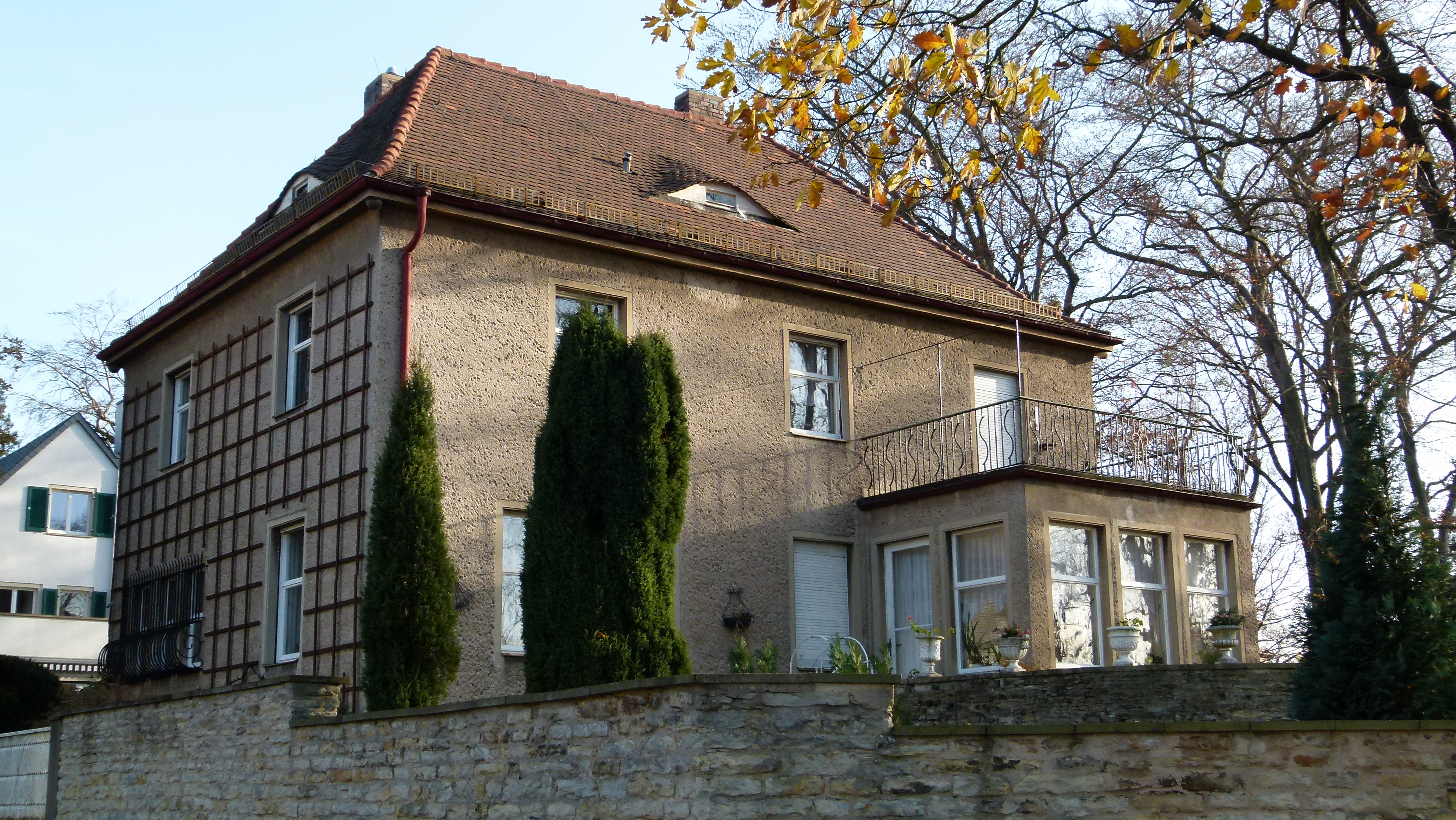
Haus Krieger

Das Haus Krieger, Collenbuschstraße 10 in Dresden-Loschwitz, ist ein 1934/1935 nach Plänen des Architekten Wilhelm Kreis errichtetes Wohnhaus für den Maschinenfabrikanten Dr. Franz Emil Krieger. Der denkmalgeschützte Bau gehört neben dem Haus Dr. Geyer und dem Haus Klemperer zu den wenigen erhaltenen privaten Wohnbauten, die zwischen 1933 und 1945 in Dresden errichtet wurden. Bemerkenswert ist die „traditionsgebundene Architekturrichtung“. So bediente sich der Architekt eines ziegelgedeckten Walmdachs, Fledermausgauben und eines schmiedeeisernen Rankgitters. Moderner Formensprache gehören die quergeteilten Fenster und die weiß verputzten, schmucklosen Fassadenflächen an. 1936 wurde das Haus als „beispielhaft“ ausgezeichnet.